# Gladde tolslak
De gladde tolslak (Euconulus fulvus) is een slakkensoort uit de familie van de tolslakken (Euconulidae). De wetenschappelijke naam van de soort werd in 1774 voor het eerst geldig gepubliceerd door Otto Friedrich Müller.

## Kenmerken
Het rechtsgewonden slakkenhuisje is depressief-conisch, in het algemeen licht bolvormig met een afgeplatte basis. Het meet 2,8-3,5 mm breed en 2,0-2,5 mm hoog. De breedte-hoogte-index is 1,2-1,4, het is aanzienlijk breder dan hoog. De schelp heeft 5 tot 6 gelijkmatig groeiende en strak opgerolde windingen die aan de omtrek licht gekield zijn. De laatste winding is slechts licht gekield aan de omtrek. De naden zijn relatief vlak. De omtrek is bijna recht. Door de zeer strakke winding is de navel niet of nauwelijks herkenbaar. De mond staat onder een hoek met de windingas en is symmetrisch halvemaanvormig of halvemaanvormig. De mondzoom is recht, dun en erg kwetsbaar.
De schelpen zijn geelbruin en doorschijnend. Het oppervlak heeft een vrij zijdeachtige glans aan de bovenzijde en is bedekt met fijne groeistroken. De onderzijde is glad en heeft nauwelijks spiraalstrepen. Het zachte lichaam is slechts licht lichtbruin of lichtgrijs van kleur. De iets lichtere zool is smal en de tentakels relatief lang.

### Vergelijkbare soorten
De moerastolslak (Euconulus praticola) heeft een blauwzwart tot zwart zacht lichaam en een donkere honingkleurige tot roodbruine huisje. Omdat de schaal doorschijnend is, lijkt het huisje van het levende dier ook erg donker, terwijl hij door het heldere zachte lichaam erg helder lijkt bij de gladde tolslak. De monding van de moerastolslak is ongeveer symmetrisch halvemaanvormig, terwijl de donkere kegel een duidelijk asymmetrische halvemaanvormige opening heeft. De bos-tolslak (Euconulus trochiformis) heeft ook een asymmetrische halvemaanvormige mond.

## Geografische spreiding en leefgebied
De gladde tolslak heeft een Holarctische verspreiding. In Europa komt hij voor van Noord-Scandinavië tot Zuid-Spanje en Sicilië. De soort is ook bekend uit Noord-Afrika. In het oosten strekt het verspreidingsgebied zich uit tot ver in Siberië, in het zuidoosten tot in het Midden-Oosten. In Zwitserland stijgt hij tot 2900 meter boven de zeespiegel, maar is al zeer zeldzaam boven de 2400 meter. In Bulgarije is hij gevonden tot 1500 meter boven de zeespiegel.
De dieren worden aangetroffen in het strooisel van naald- en loofbossen (vooral in de middelgebergten en ook in de hoge bergen), op weiden en in moerassen, meestal op zeer vochtige en vrij koele plaatsen. Ze leven onder en in vochtige bladeren, verrotte bast, onder stenen en vooral op dood hout. De soort is onverschillig voor rots en verdraagt ook kalkarme gronden.